# Harry Andrews
Harry Andrews   (Tonbridge, 10 de novembre de 1911 - Salehurst, 6 de març de 1989) Harry Fleetwood Andrews CBE va ser un actor teatral i cinematogràfic de nacionalitat britànica, conegut per les seves freqüents interpretacions de durs militars. La seva actuació com el sergent major Wilson en The Hill, al costat de Sean Connery, li va valer el 1965 el premi concedit pel National Board of Review al millor actor secundari, així com una nominació al BAFTA al millor actor britànic el 1966. El seu debut cinematogràfic havia tingut lloc el 1953 amb el film Paracaigudistes.
Abans de la seva carrera en el cinema, Andrews va ser un expert actor d'obres de Shakespeare, treballant en teatres com el Queen, el Lyceum o el Shakespeare Memorial, tots aquests a Anglaterra, així com en teatres de Nova York, París, Anvers i Brussel·les. El debut teatral d'Andrews a Londres va tenir lloc el 1935 en el Teatre de St. James, i a Nova York el 1936 en l'Empire.

## Biografia
Nascut a Tonbridge, Anglaterra; els seus pares eren Henry Arthur Andrews i Amy Diana Horner. Andrews va estudiar en el Wrekin College de Wellington, Shropshire i, entre octubre del 1939 i octubre del 1945, va servir en la Royal Artillery en el transcurs de la Segona Guerra Mundial.

## Treball teatral
Andrews va fer la seva primera actuació teatral al setembre del 1933 en el Liverpool Playhouse, encarnant John en l'obra The Long Christmas Dinner. El seu debut en el circuit del West End londinenc va tenir lloc al març del 1935 en el Teatre de St. James, interpretant el paper de John en Worse Things Happen at Sigui. A l'octubre del 1936, va actuar per primera vegada a Nova York amb el paper d'Horaci en Hamlet, obra representada en el Teatre Empire. Des de setembre del 1937 a abril del 1938, Andrews va treballar amb la companyia de John Gielgud en el Queen's Theatre, actuant en obres com Ricard II, The School for Scandal, i El mercader de Venècia. El 1939, Andrews va ser Laertes en una producció de Hamlet posada en escena en el Teatre Lyceum de Londres, i aquesta fou l'última representació que va tenir lloc en el Lyceum abans del seu tancament, encara que el local va ser restaurat el 1996.
Al desembre del 1945, un mes després d'haver estat desmobilitzat després de la guerra, Andrews va actuar amb la companyia Old Vic succeint a George Curzon en els papers de sir Walter Blunt en Enric IV, part 1, Scroop en Enric IV, part 2, Creont en Èdip, i Sneer en The Critic. La companyia va viatjar a Nova York en l'estiu del 1946, i actuà en teatres com el Century. Després de la seva tornada a Anglaterra al setembre del 1946, Andrews va continuar actuant amb la companyia d'Old Vic fins a finalitzar la temporada 1948-1949.
El 1949, Andrews va treballar en el Teatre Shakespeare Memorial a Stratford-on-Avon, interpretant en el mateix paper de Shakespeare com Macbeth, Molt soroll per no res, i Thomas Wolsey. Andrews va viatjar en gira per Austràlia aquest mateix any, i va continuar actuant a Stratford-on-Avon al llarg de la temporada del 1951, interpretant el rei Enric IV en tres peces consecutives de Shakespeare. Després va viatjar a Nova York amb la companyia de Laurence Olivier, i participà en Cèsar i Cleòpatra i Antoni i Cleòpatra en el Teatre Ziegfeld. Posteriorment, va fer gira amb la companyia Old Vic representant Enric VIII a París, Anvers i Brussel·les.

## Carrera cinematogràfica
Harry Andrews va fer les seves dues primeres actuacions cinematogràfiques amb Alan Ladd en les pel·lícules Paracaigudistes i El cavaller negre. Va continuar treballant en diverses pel·lícules històriques i d'aventures, entre aquestes Alexandre el Gran el 1956, Ice-Cold in Alex el 1958, Salomó i la reina de Sabà el 1959, i Esquadró 633 el 1964.
En les dècades del 1960 i 1970, Andrews va començar a actuar amb major freqüència en drames i comèdies. El 1965, va rebre el premi concedit pel National Board of Review al millor actor de repartiment per les seves actuacions en El turment i l'èxtasi i The Hill, en aquesta última treballant amb Sean Connery. A més, va ser nominat el 1966 al Premi BAFTA al millor actor britànic, encara que el guardó va ser per a Dirk Bogarde, gràcies a la seva actuació en Darling.
Més endavant, va intervenir en pel·lícules com la comèdia The Jokers (1967), la comèdia musical The Night They Raided Minsky's (1968), l'adaptació rodada en 1970 de la novel·la d'Emily Brontë Cims borrascosos, la comèdia del 1972 The Ruling Class, el film de terror Theatre of Blood, i The Blue Bird, adaptació de l'obra de Maurice Maeterlinck, i que va ser la primera col·laboració cinematogràfica entre els Estats Units i l'URSS.
Andrews va ser conegut per encarnar durs oficials militars. Entre aquestes interpretacions, s'inclouen les del sergent Payne en A Hill in Korea (1956), el major Henry en I Accuse! (1958), el major Swindon en The Devil's Disciple (1959, adaptació de l'obra de George Bernard Shaw), el capità Graham en A Touch of Larceny (1959), i el coronel Thompson en Too Late the Hero (1970).

## Últims anys
A més del seu treball al cinema, Harry Andrews també va actuar en diverses sèries televisives. En els primers anys seixanta, va intervenir en dos episodis d'Armchair Theatre. El 1975, va ser el coronel Bruce en Edward the Seventh, i l'any següent va interpretar Darius Clayhanger en una sèrie televisiva basada en les novel·les de la sèrie de la família Clayhanger. Finalment, el 1985, va ser entrevistat en un episodi de la sèrie documental This Is Your Life.
Una de les últimes actuacions cinematogràfiques d'Andrews va tenir lloc el 1978, quan va encarnar uns dels ancians kryptonians sentenciant tres malvats en el film Superman.
Harry Andrews va morir el 1989 al seu domicili de Salehurst, Anglaterra, a causa d'una infecció vírica complicada amb asma, i li sobrevisqué el seu company, l'actor Basil Hoskins. Tenia 77 anys.

## Filmografia

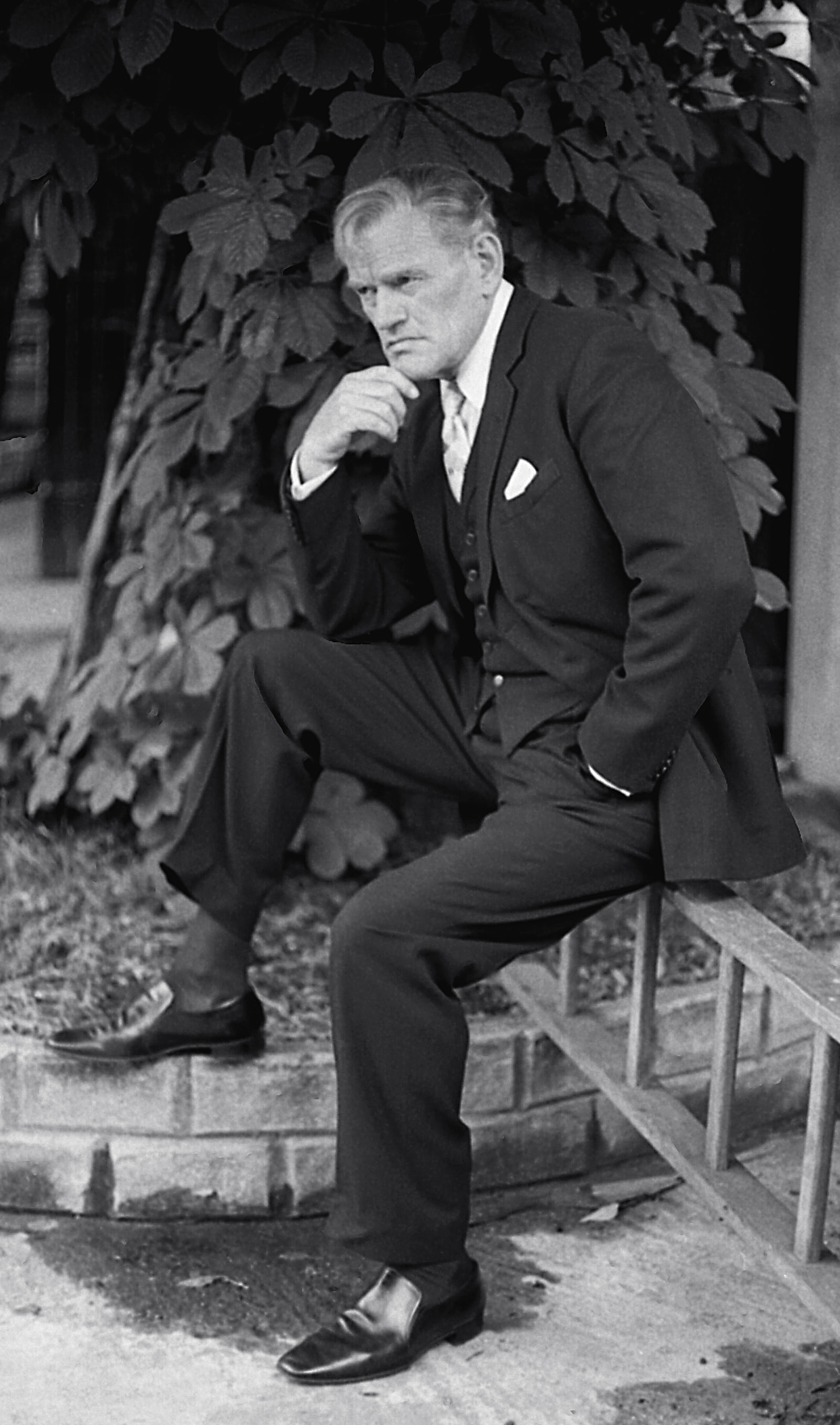
Harry Andrews, fotografiat per Allan Warren

- Paracaigudistes (The Red Beret) (1953)
- El cavaller negre (The Black Knight) (1954)
- The Man Who Loved Redheads (1955)
- Helen of Troy (1956)
- Alexandre el Gran (Alexander the Great) (1956)
- Moby Dick (1956)
- A Hill in Korea (1956)
- La donzella d'Orleans (Saint Joan)  (1957)
- I Accuse! (1958)
- Ice Cold in Alex (1958)
- The Devil's Disciple (1959)
- Salomó i la reina de Sabà (Solomon and Sheba) (1959)
- A Touch of Larceny (1959)
- In the Nick (1960)
- A Circle of Deception (1960)
- The Best of Enemies (1961)
- Barabbas (1961)
- Reach for Glory (1962)
- The Inspector (1962)
- Nine Hours to Rama (1963)
- 55 dies a Pequín (55 Days at Peking) (1963)
- The Informers (1963)
- Nothing But the Best (1964)
- 633 Squadron (1964)
- The System (1964)
- The Truth About Spring (1965)
- The Hill (1965)
- El turment i l'èxtasi (The Agony and the Ecstasy) (1965)
- Sands of the Kalahari (1965)
- Modesty Blaise (1966)
- The Deadly Affair (1966)
- La nit dels generals (The Night of the Generals) (1967)
- The Jokers (1967)
- La llegenda d'un valent (The Long Duel) (1967)
- Danger Route (1967)
- I'll Never Forget What's'isname (1967)
- Mercenaris sense glòria (Play Dirty) (1968)
- Sentència per a un dandi (A Dandy in Aspic) (1968)
- The Charge of the Light Brigade (1968)
- The Night They Raided Minsky's (1968)
- The Sea Gull (1968)
- L'estrella del sud (The Southern Star) (1969)
- Battle of Britain (1969)
- A Nice Girl Like Me (1969)
- Country Dance (1970)
- Too Late the Hero (1970)
- Cims borrascosos (Wuthering Heights) (1970)
- Entertaining Mr Sloane (1970)
- The Nightcomers (1971)
- Nicolau i Alexandra (Nicholas and Alexandra) (1971)
- Burke & Hare (1971)
- I Want What I Want (1972)
- The Ruling Class (1972)
- Man of La Mancha (1972)
- Night Hair Child (1972)
- The Final Programme (1973)
- Man at the Top (1973)
- Teatre de sang (Theatre of Blood) (1973)
- L'home de Mackintosh (The Mackintosh Man) (1973)
- The Internecine Project (1974)
- The Garth People (1976)
- Sky Riders (1976)
- The Blue Bird (1976)
- The Passover Plot (1976)
- El príncep i el captaire (Crossed Swords) (1977)
- Equus (1977)
- Candleshoe (1977)
- Les quatre plomes (The Four Feathers) (1978)
- La gran dormida (The Big Sleep) (1978)
- The Medusa Touch (1978)
- Mort al Nil (Death on the Nile) (1978)
- Watership Down (1978)
- Superman (1978)
- S.O.S. Titanic (1979)
- A Question of Faith (1979)
- Hawk the Slayer (1980)
- Never Never Land (1980)
- My Letter to George (1986)

## Premis i nominacions
Nominacions
- 1966: BAFTA al millor actor britànic per The Hill